# سباق باريس روبيه 1902
طواف باريس 1902 هو سباق دراجات هوائية أقيم بتاريخ 30 مارس، تكون السباق من مرحلة واحدة، وامتدّ لمسافة 268 كم بسرعة 25.088 كم/س، استغرق السباق 10 ساعات و52 دقيقة و07 ثانية.